# Domrémy-la-Pucelle
Domrémy-la-Pucelle è un comune francese di 94 abitanti situato nel dipartimento dei Vosgi nella regione Grand Est.

## Storia
Il luogo fu abitato in epoca celtica, come dimostrano alcune antiche mura e tumuli.
Nel XV secolo, durante la vita di Giovanna d'Arco, la parrocchia era divisa in due parti: una dipendeva dalla contea francese dello Champagne, l'altra dal Ducato di Bar. La giovane Giovanna d'Arco amava recarsi a pregare nella cappella di Bermont, vicino a Greux, così come nella chiesa di Domrémy dove aveva ricevuto il suo battesimo. Le sue voci, che la guidarono nella sua missione e l'accompagnarono nella sua azione, furono quelle dei santi Caterina d'Alessandria, Margherita d'Antiochia e san Michele Arcangelo; figure per lei familiari, addirittura tutelari, che contribuirono ad aprire l'animo della giovane adolescente alla straordinaria vocazione che era la sua.
Domrémy e Greux, che secondo Giovanna d'Arco erano la stessa cosa, furono esentati dalle tasse da re Carlo VII nel 1429 dopo la sua incoronazione. Giovanna d'Arco venne nobilitata. Nel 1571, il villaggio di Domrémy fu ufficialmente annesso alla Lorena e perse i privilegi ad esso annessi (il Ducato di Lorena passò sotto il Sacro Romano Impero). Il documento più antico che attesta la perdita del privilegio è tuttavia datato 1574. Greux trovandosi sul territorio del regno di Francia continuò a beneficiare di questo privilegio fino al 1776. Domrémy fu annessa al regno di Francia quasi due secoli più tardi sotto Luigi XV. La parrocchia di Domrémy divenne Domrémy-la-Pucelle nel 1578. Passò allo status di comune durante la Rivoluzione francese.
Il comune ha vissuto tre manifestazioni di massa in onore di Giovanna d'Arco tra il 1937 e il 1939, organizzate dal deputato Marcel Boucher e dai Compagnons de Jeanne d'Arc.

## Luoghi e monumenti
- Casa natale di Giovanna d'Arco, dichiarata monumento nazionale nel 1840. In suo onore, il comune ha assunto l'attuale nome, dal precedente Domrémy (Giovanna d'Arco è soprannominata la Pucelle d'Orléans).
- Chiesa di Saint-Rémy classificata monumento storico con decreto dell'11 maggio 1946. Questa chiesa fu “ribaltata” nel 1824, vale a dire che l'ingresso attuale si trova al posto dell'antico coro e che l'attuale coro è in luogo del vecchio ingresso32. Possiamo vedere, su un pilastro, il martirio di San Sebastiano.
- Basilica di Bois-Chenu o Basilica di Sainte-Jeanne d'Arc (dal nome del luogo in cui Giovanna udì le sue voci): elencata per la prima volta nel 2006 poi classificata monumento storico con decreto del 28 maggio 2014 e il suo organo Jacquot -Lavergne costruito nel 1944.
- Centre Johannique, museo. Basandosi sui più recenti risultati delle ricerche, documentati da numerosi estratti di testi di rinomati storici e riccamente illustrati con riproduzioni di opere d'arte medievali o più recenti, il Centro di Interpretazione tenta di ricollocare il personaggio di Giovanna d'Arco e la sua epopea nella sua dimensione storica. contesto e, senza svelarne del tutto il mistero, spiegarlo attraverso lo studio delle mentalità e dell’immaginario medievale.
- Château médiéval de l'isle su un'isola della Mosa.

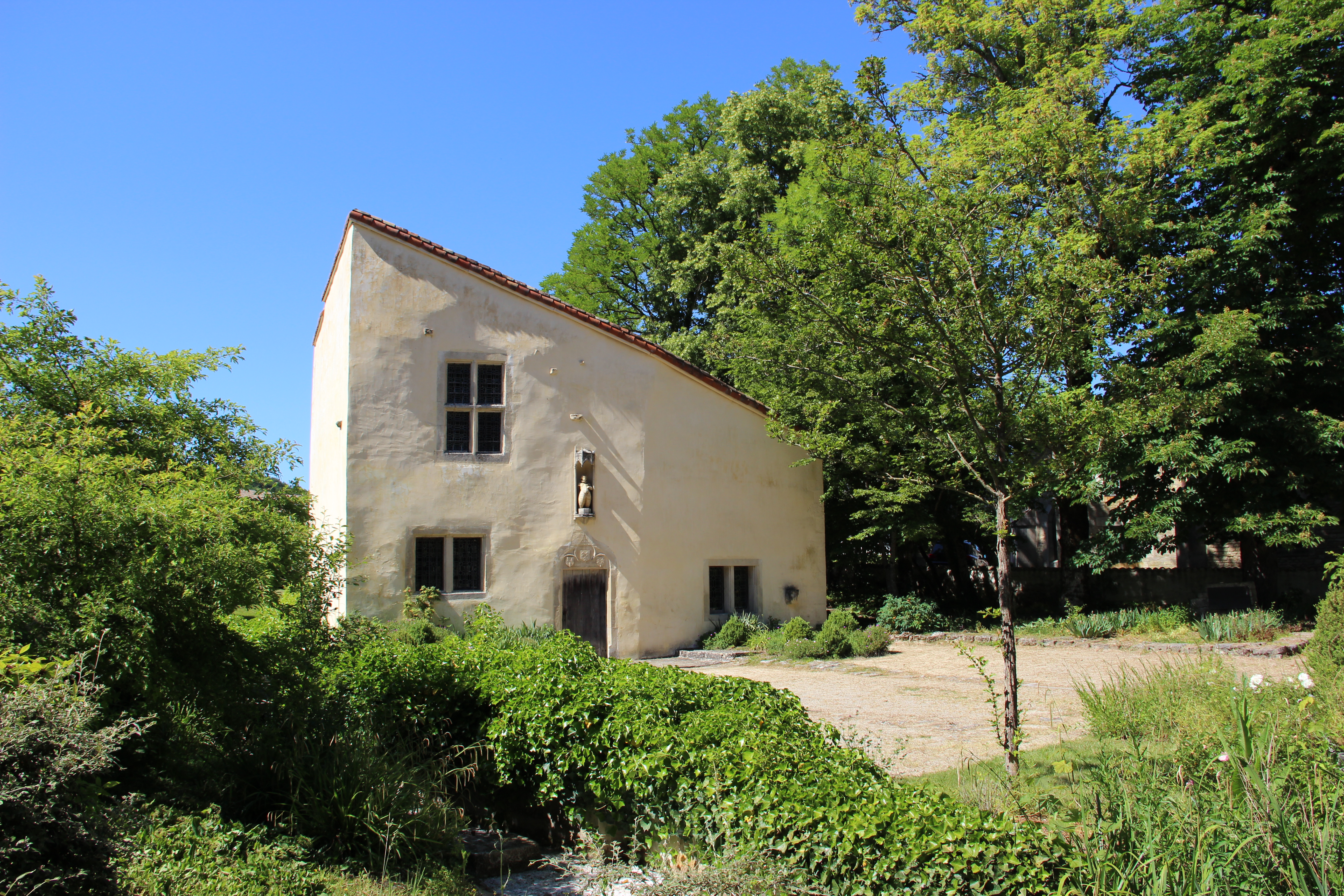
Casa natale di Giovanna d'Arco.
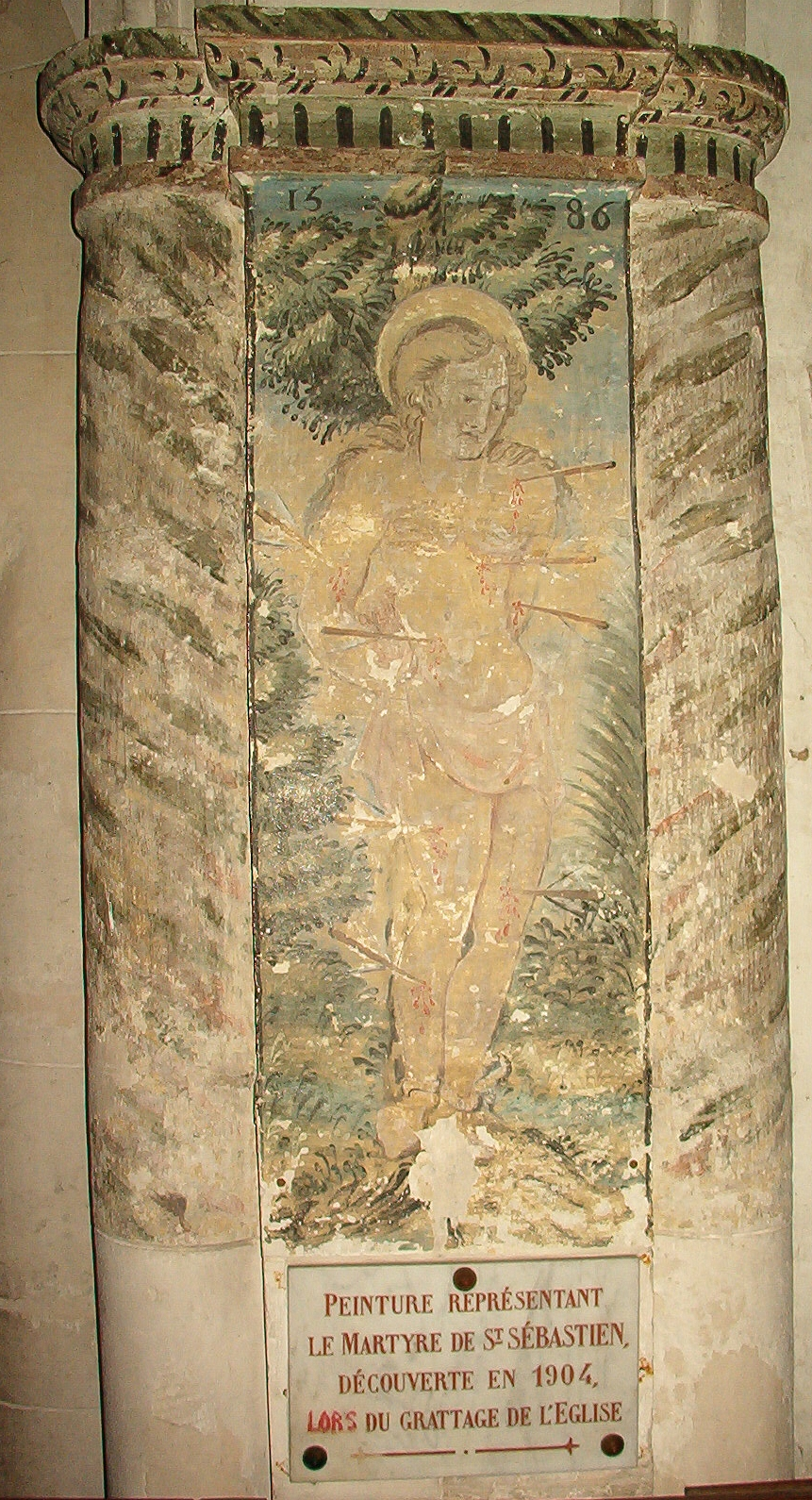
Il martirio di San Sebastiano nella chiesa di Domrémy-la-Pucelle.
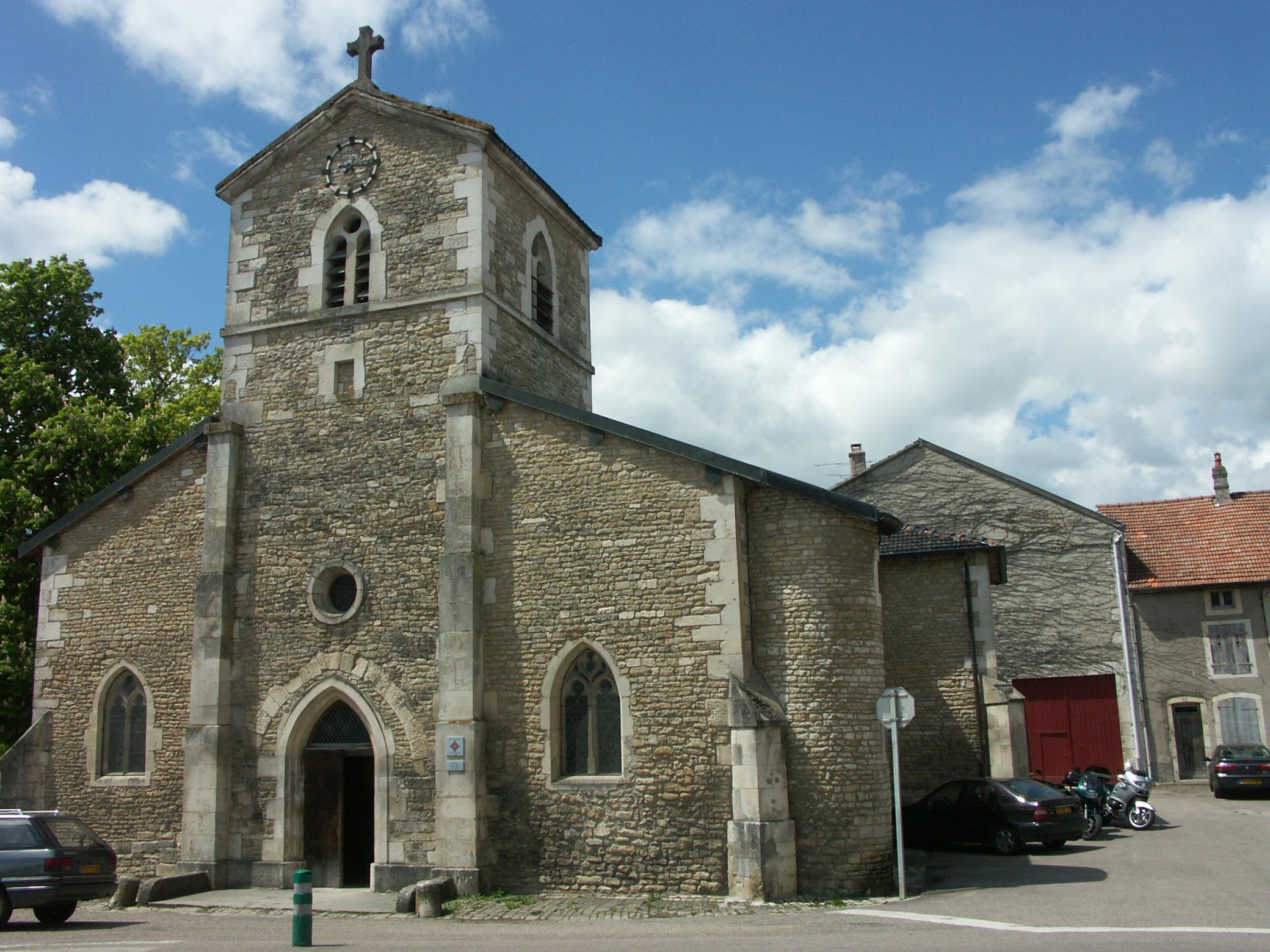
La chiesa di Saint-Rémy.
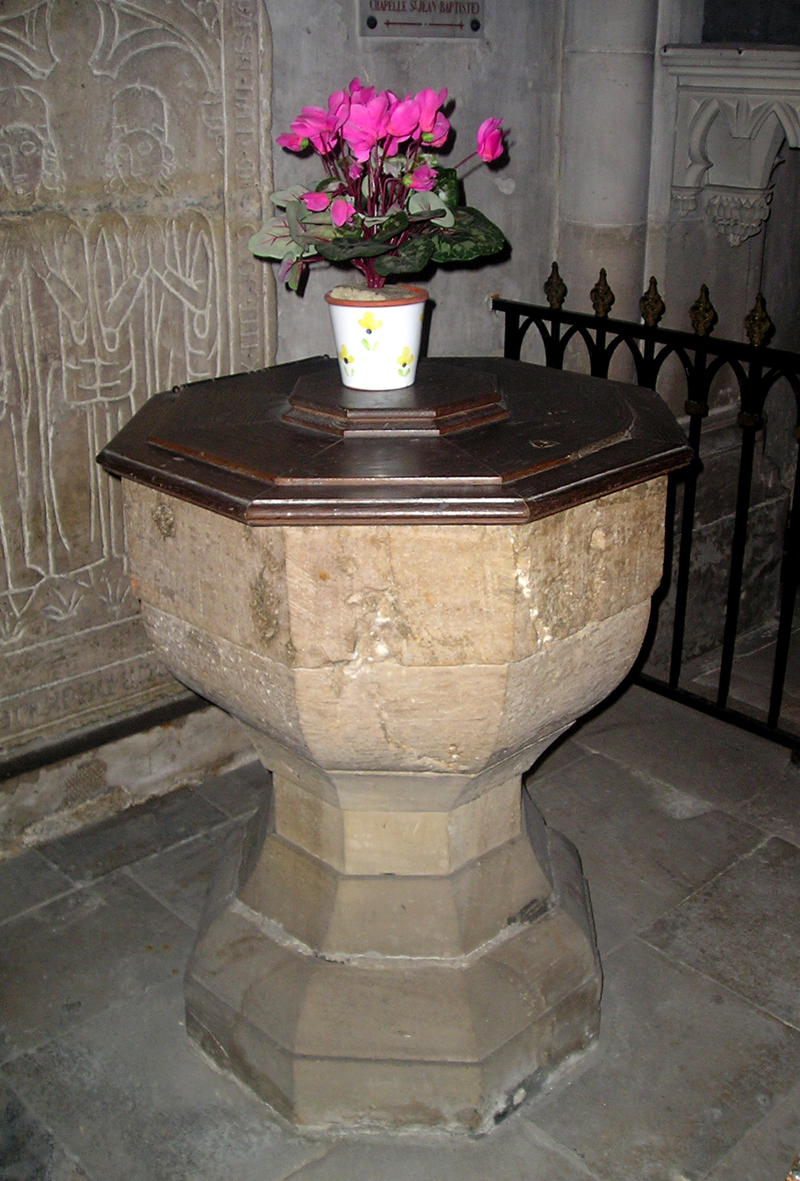
La fonte battesimale della chiesa dove Giovanna d'Arco venne battezzata.
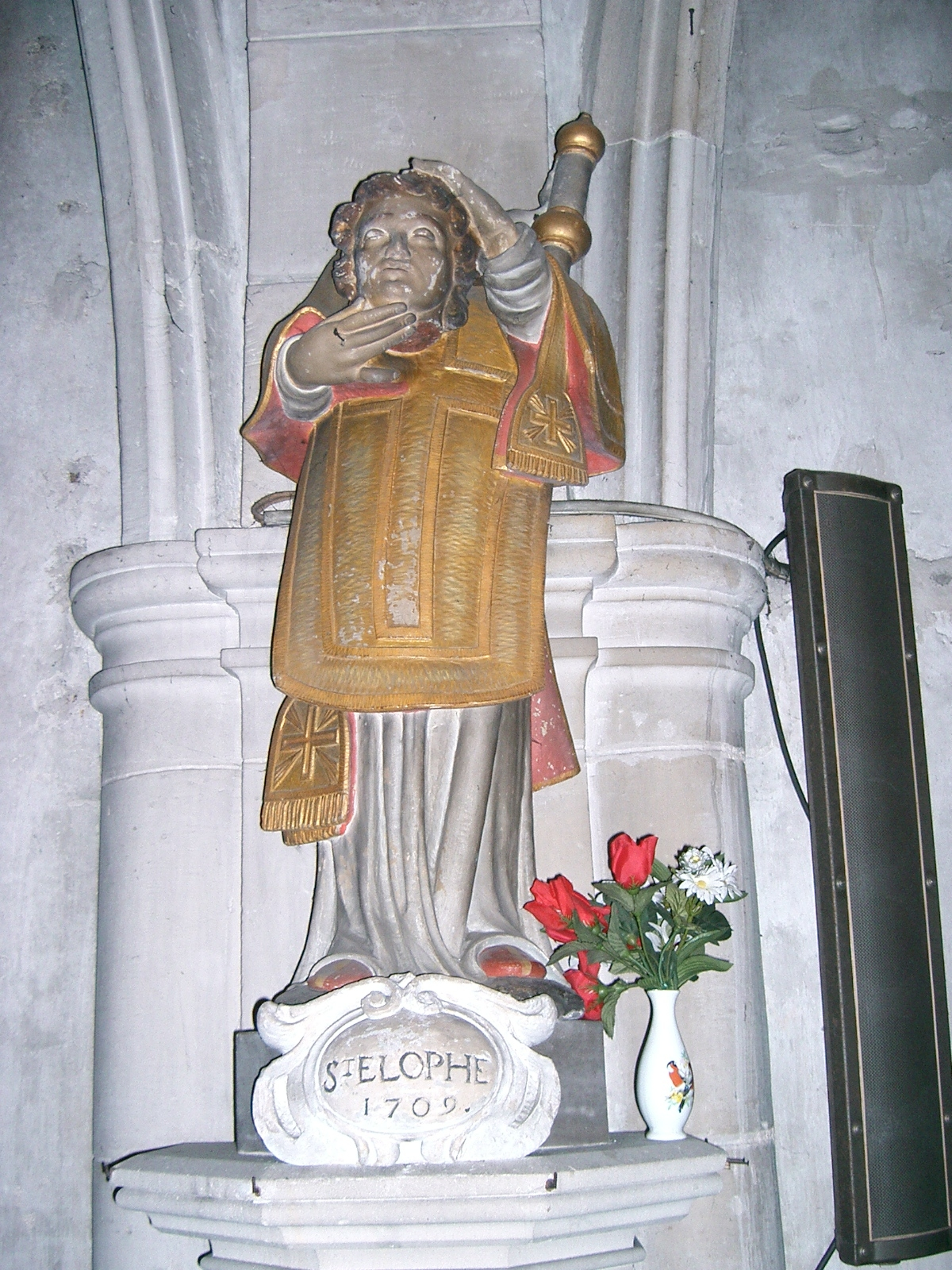
Chiesa di Domrémy, statua di Sant'Elofo.
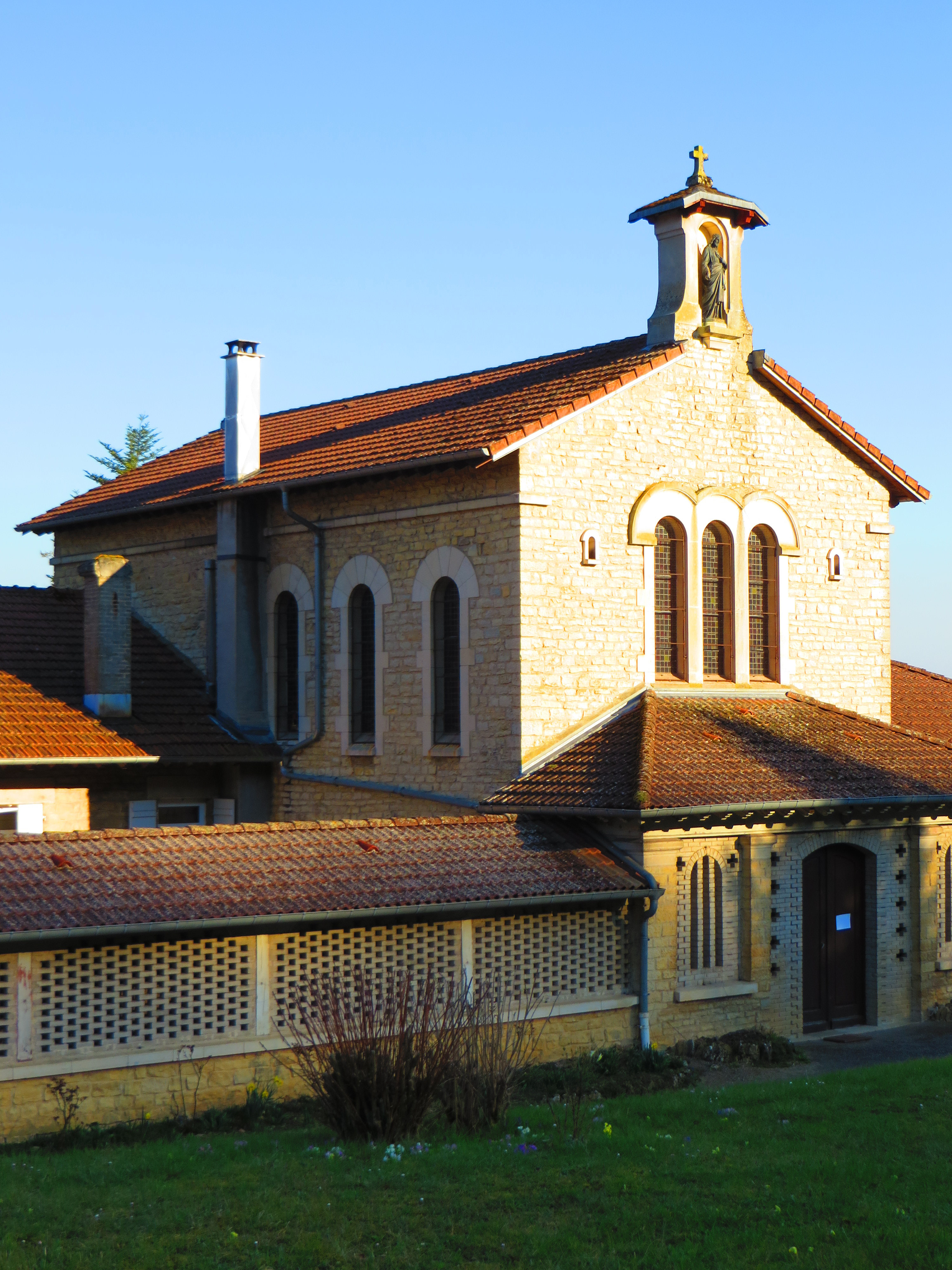
Cappella del Carmelo (Bois-Chenu).

## Società

### Evoluzione demografica
Abitanti censiti